# Ampulle (Behälter)

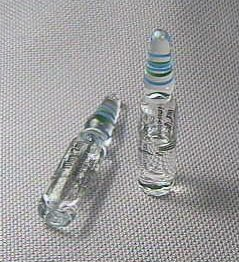
Brechampullen (ca. 1 ml), gefüllt.

Die Ampulle ist ein Behälter für Arzneimittel zur meist parenteralen Applikation (Injektion), für Kosmetika und andere Substanzen. Es gibt verschiedene Arten und Formen von Behältnissen, die als Ampulle bezeichnet werden. Als Material wird meist Glas verwendet, seltener Kunststoff. Das zur Herstellung verwendete Material kann farblos oder auch gefärbt sein (z. B. Braunglas), um als Lichtschutz eine bessere Haltbarkeit von lichtempfindlichem Inhalt zu gewährleisten.

## Geschichte
Schon vor der Erfindung der Ampullen verwendete man im 17. Jahrhundert zur intravenösen Verabreichung von Decoctum Chinae Klistierspritzen und Federkiele. Joseph-Frédéric-Benoît Charrière entwickelte diese weiter, wodurch es zur Erfindung der Spritze kam, die Charles-Gabriel Pravaz seit 1831 verwendet, um Aneurysmen zu veröden. Dabei bestand allerdings die Gefahr einer Infektion durch unsterile Injektionslösungen. Dieses Problem konnte durch die Erfindung der Ampulle behoben werden. Diese wurde durch zwei voneinander unabhängige Apotheker entworfen: Vom Pariser Stanislas Limousin und vom Berliner Dr. H. Friedländer (1886). Beide füllten dabei sterile Lösungen in bauchige Gefäße aus Glas, die sie durch Zuschmelzen vor späterem Keimbefall schützten.
Anfangs wurden Ampullen, sowie viele andere Arzneiformen, nur in der Apotheke hergestellt. Aus diesem Grund veränderte man die pharmazeutische Ausbildung und setzte verstärkt den Fokus auf technologische Kenntnisse sowie auf das Wissen über Bakteriologie und Sterilisationmethoden. Diese wurde in der neuen Prüfungsordnung vom 8. Dezember 1934 festgelegt. Der Durchbruch der Ampulle gelang allerdings erst durch die industrielle Produktion. Denn nur Firmen war es möglich, Ampullen in hoher Stückzahl mit guter Qualität und zeitgleich auch billig herzustellen und anzubieten. Neben der Tablette war es die Ampulle, die durch die Massenproduktion eine flächendeckende Arzneimittelversorgung im 20. Jahrhundert gewährleistete. In den Folgejahren wurde eine Vielfältigkeit von Arzneimitteln (z. B. Alkaloide, Chemotherapeutika, Antibiotika und Hormone) in Form der Ampulle auf den Markt gebracht. Selbst in der heutigen Zeit werden neue Arzneistoffe zuerst in Ampullenform eingeführt, um ihre Wirkung in der Klinik unabhängig von Resorptionsproblemen oder Einnahmeungenauigkeiten zu untersuchen.

## Verwendungszwecke
ArzneimittelOft handelt es sich bei den sterilen Arzneimitteln um Injektionslösungen (z. B. Flüssig-Impfstoffe, isotonische Kochsalzlösung). Es können aber auch Pulver (z. B. gefriergetrocknete Impfstoffe) sein. Die Ampullen beinhalten meist eine Einzeldosis, d. h. ihr gesamter Inhalt ist für eine einmalige Injektion bestimmt. Das Nennvolumen beträgt meist 1, 2, 5, 10, 20 oder 50 ml. Die größeren Volumina sind in der Regel für mehrere Injektionsdosen bestimmt, z. B. zehn Dosen. Das Europäische Arzneibuch (Ph. Eur.) stellt besondere Anforderungen an Behältnisse für Injektionslösungen, z. B. die Qualität des Glases.
KosmetikaEs werden auch kosmetische Präparate in Ampullen hergestellt. Diese sind zur äußerlichen Anwendung. Der gesamte Inhalt einer Ampulle wird für eine Anwendung genutzt. Dadurch wird die Dosierung erleichtert und das Präparat kann nicht durch Mehrfachanwendung aus einem Behältnis verunreinigt werden.
NahrungsergänzungsmittelEs werden auch Nahrungsergänzungsmittel in Form der Trinkampulle hergestellt, z. B. mit 20 ml Inhalt. Eine Ampulle entspricht einer Anwendung. Es wird dadurch eine einfache Dosierung ermöglicht und Verunreinigung durch Mehrfachanwendung vermieden.
ChemikalienEine Art Ampullen wird auch als Behältnis für industriell gefertigte Maßlösungen für Titrationen verwendet, z. B. mit 100 ml Inhalt. Der gesamte Inhalt der Ampulle wird vollständig in einen Maßkolben überführt und auf das vorgeschriebene Volumen aufgefüllt, damit man eine genau konzentrierte Maßlösung erhält. Auch sehr aggressive oder giftige Chemikalien (z. B. Brom oder Schwefeltrioxid) werden häufig in Glasampullen eingeschmolzen, um sie sicher handhaben zu können, und um sie nur mit Glas in Berührung kommen zu lassen. Schwefeltrioxid würde sämtliche Kunststoffe angreifen oder durch sie hindurch diffundieren.

## Ampullenarten
GlasampullenGlasampullen sind meist zylindrisch geformt mit einer ausgezogenen Spitze (Spieß oder Kopf) und einem flachen Boden. Sie werden aus Röhrenglas hergestellt und mit offenen Flammen (Brenner) geformt und zugeschmolzen. Es gibt auch Varianten mit zwei zugeschmolzenen Spitzen (d. h. an beiden Enden).
BrechampullenBrechampullen sind Glasampullen, die zum Öffnen aufgebrochen werden müssen. Ihre zylindrische Form ist an einer Stelle verengt (Ampullenhals/Einengung). Es gibt verschiedene Arten:
- Mit einer ringförmigen Sollbruchstelle um den Ampullenhals herum. Dieser Brechring kann ein eingebrannter Emaillering sein, der eine Spannung im Glas erzeugt, die ein sauberes Abbrechen des Spießes ermöglicht. Alternativ kann der Brechring in das Glas geritzt sein (Scorering genannt).
- OPC-Ampulle: One-Point-Cut-Ampullen haben meist eine Kerbe oder Ritz am Ampullenhals. Der Punkt oberhalb von diesem Ritz markiert die Stelle von dem Ritz/der Sollbruchstelle. Der Ampullenspieß kann abgebrochen werden, indem man mit dem Daumen gegen den markierten Punkt drückt.

SägeampullenSägeampullen sind Glasampullen, bei denen zum Öffnen zunächst das obere Ende angesägt und dann abgebrochen wird.
InjektionsbehältnisseEs gibt eine Art von Injektionsbehältnis, die auch als Injektionsfläschchen, Stechampulle oder Mehrwegampulle bezeichnet wird. Zum Teil wird auch die englischsprachige Bezeichnung Vial verwendet. Es sind zylindrische, flaschenähnlich geformte Behältnisse aus Glas oder Kunststoff, meist in relativ kleinen Nennvolumina (z. B. 1 ml, 10 ml). Sie sind mit einem Gummistopfen mit Septum (Durchstichgummi) verschlossen. Zum Schutz des Septums und Fixierung des Gummistopfens ist noch ein äußerer Verschluss (Bördelkappe oder Krampe), oft aus Aluminiumblech, aufgebracht.
TrockenampullenTrockenampullen werden so genannt, wenn der Inhalt eine ungelöste Substanz ist, z. B. ein Pulver. Dieses wird vor Gebrauch mit einem Lösemittel (z. B. Kochsalzlösung) aufgelöst und kann dann injiziert werden.
TrinkampulleBei Trinkampullen ist der Inhalt zum Trinken gedacht. Meist handelt es sich um Nahrungsergänzungsmittel oder Arzneimittel zur peroralen Applikation. Es können Brechampullen aus Glas sein oder auch Kunststoffbehältnisse.
Ampullen für Maßlösungen für Titrationen
- Kapselähnlich geformte Glasbehältnisse: An zwei Stellen ist das Glas besonders dünn. Mit einem Hilfsmittel (Glasdorn, -sporn) kann das Glas an diesen Stellen aufgestochen werden.

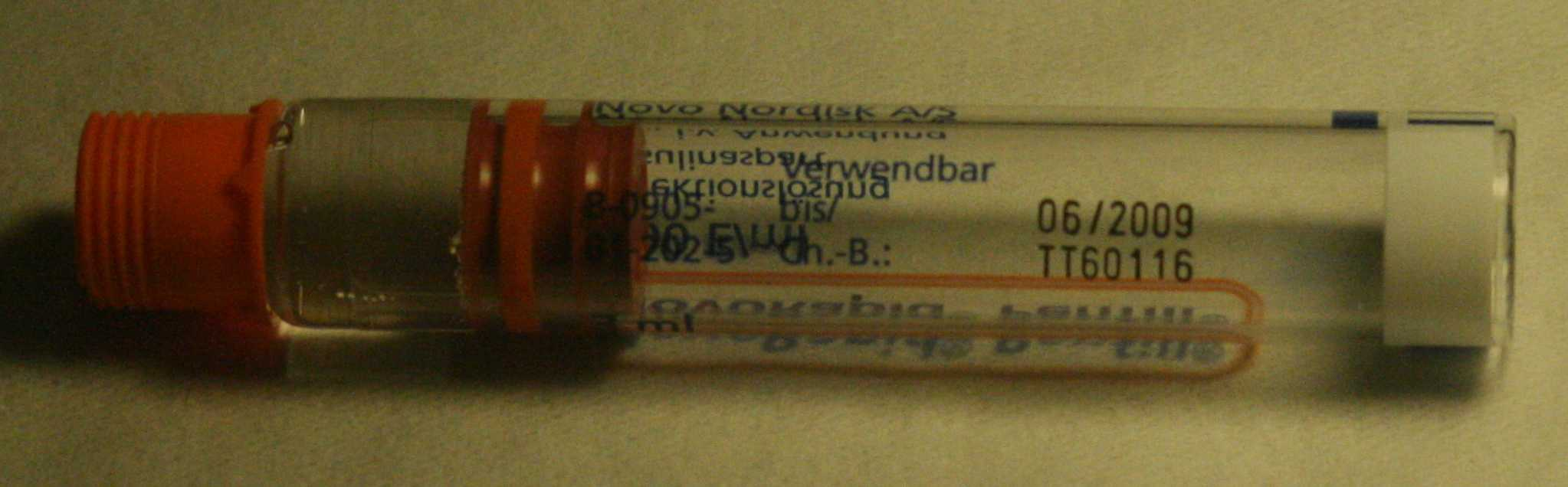
Zylinderampulle 3 ml „NovoRapid Penfill“ mit Gewindekopf, teilgefüllt mit Insulin

- Kunststoffbehältnisse

ZylinderampulleDie Flüssigkeit befindet sich in einem Zylinder, der am einen Ende mit einem dicken Gummi- oder Kunststoffstopfen verschlossen ist. Dieser fungiert als Kolben, wenn der Inhalt mit einer Karpulenspritze ausgepresst wird. Am anderen Ende ist der Zylinder nur mit einer dünnen Membran verschlossen, die bei der Anwendung vom hinteren Ende der Karpulenkanüle (eine beidseitig angeschliffene Kanüle) durchstochen wird. Zylinderampullen werden häufig in der Zahnmedizin zur Lokalanästhesie verwendet. Spezielle Zylinderampullen mit besonders gestaltetem Vorderteil (z. B. Gewinde) werden zur Insulintherapie in Insulinpens verwendet.
SpritzampullenFertigspritzen (so werden sie auch genannt) sind nicht nur Aufbewahrungsort der Injektion, sondern besitzen auch gleichzeitig eine Anwendungsfunktion. Meist bestehen sie aus Glas, Metall (Kanüle) und Gummi (Verschluss).
Einmalspritze (Einwegspritze, Wegwerfspritze)Sie besteht aus Glaszylinder, Fingerauflage und Stempel. Die Einmalspritze ermöglicht eine Injektion, ohne dass ein zusätzliches Spritzengestell verwendet werden muss. Einmalspritzen sind sehr beliebt, da das Risiko der Kontamination in ihrem Fall nicht gegeben ist. Spritzampullen bestehen zumeist aus Kunststoff und finden sehr wenig Anwendung. Heute verpackt man Infusionslösung auch in Kunststoffbeuteln.

## Öffnen von Ampullen

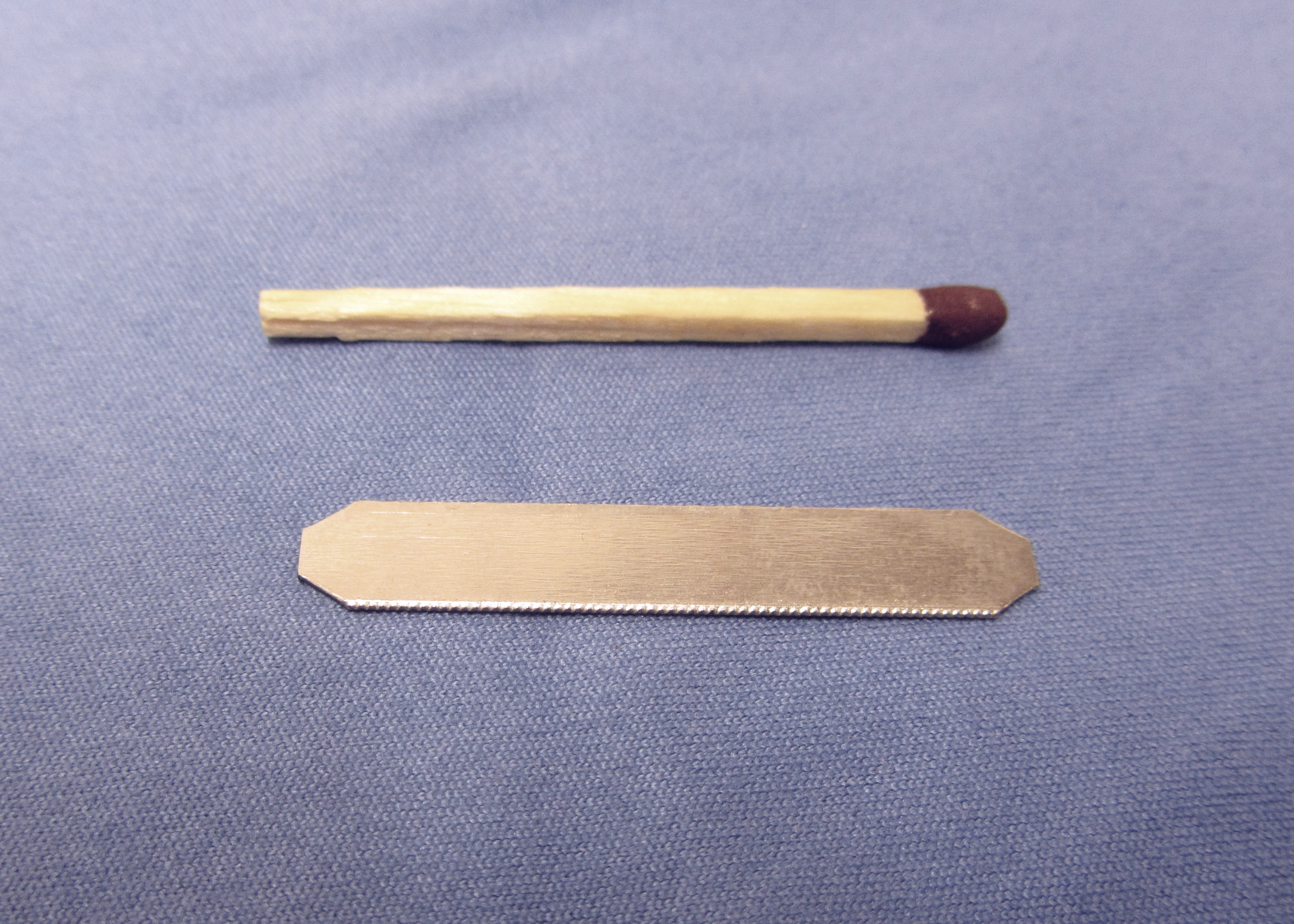
Ampullenfeile im Größenvergleich zu einem Streichholz

BrechampullenBrechampullen können mit der Hand aufgebrochen werden, ohne dass weitere Hilfsmittel nötig sind.
InjektionsbehältnisDie Bördelkappe wird von Hand abgezogen oder muss mit einer Ampullenzange entfernt werden. Mit der Kanüle einer Spritze wird durch das Septum gestochen und die Lösung entnommen.
Glasampullen für Maßlösungen für TitrationenZur Handhabung dieser Ampullen gibt es Hilfsmittel: einen Trichter, der die Ampulle senkrecht aufnehmen kann und einen Dorn. Des Weiteren braucht man einen Maßkolben, auf den man den Trichter aufsetzt. Man hält die Ampulle senkrecht und durchsticht mit dem Dorn die obere vorgesehene Bruchstelle im Glas (Öffnung für Druckausgleich). Dann lässt man den Dorn mit der Spitze nach oben in den Trichter fallen. Anschließend lässt man die Ampulle (die zweite vorgesehene Bruchstelle ist unten) auf den Dorn im Trichter fallen. Die Lösung kann in den Maßkolben laufen und durch Spülen der Ampulle vollständig überführt werden.
AmpullenfeilenAmpullenfeilen gibt es als Hilfsmittel zum Anfeilen von Glasampullen, die dann aufgebrochen werden können.

## Anforderung an Ampullenglas
Zur Herstellung von Ampullen ist handelsübliches Haushaltsglas nicht zu verwenden, da es nur eine geringe Resistenz gegenüber Wasser aufweist, d. h. es können Stoffe durch die wässrige Lösung aus dem Glas gelöst werden (Hydrolyse), die die Lösung verunreinigen bzw. unerwünscht verändern würden.
Das Europäische Arzneibuch unterscheidet daher Glasarten nach ihrer hydrolytischen Klasse und legt fest, für welche Anwendung sie geeignet sind.
- Klasse I: Höchste hydrolytische Resistenz, z. B. Borsilikatglas. Geeignet für Ampullen, die mehrmals verwendet werden.
- Klasse II: Hohe hydrolytische Resistenz, meist oberflächenbehandeltes Natronkalk-Silikatglas. Geeignet für Ampullen, die nur für eine einmalige Anwendung bestimmt sind.
- Klasse III: Mittlere hydrolytische Resistenz, meist Natronkalk-Silikatglas. Bedingt geeignet für Ampullen: nur für Pulver oder nicht wässrige Lösungen.

Meist werden farblose Gläser eingesetzt, für lichtempfindliche Stoffe wird braunes Glas verwendet.

## Kennzeichnung von Ampullen
Die Beschriftung von Ampullen ist besonders bei Arzneimitteln wichtig. Die Ampullen können beschriftet werden:
- mit einem Klebeetikett
- mit einem Aufdruck aus Farbe, z. B. im Siebdruckverfahren

Zusätzlich wird zum Teil auch eine Kennzeichnung mit aufgebrachten Farbringen verwendet, z. B. um Verwechslungen während der Produktion, bevor ein Etikett aufgeklebt ist, zu vermeiden.